# إيفيلين بوث
إيفيلين بوث (بالإنجليزية: Evelyn Booth)‏ هي حدائقية وكاتبة تقنية وعالمة نبات أيرلندية، ولدت في 30 أكتوبر 1897 في Annamoe ‏ في جمهورية أيرلندا، وتوفيت في 13 ديسمبر 1988 في Bunclody ‏ في جمهورية أيرلندا.